# 米切爾 (印地安納州)
米切爾（英語：Mitchell）是一個位於美國印地安納州勞倫斯縣的城市。當地共有人口4350人，而人口密度為每平方千米1212人。

## 地理
根據2010年美國人口普查的數據，米切爾的面積為3.60平方千米，當中陸地面積為3.59平方千米，而水域面積為0.01平方千米。

## 歷史
米切爾在1864年成爲非建制地區，1907年成爲城市

## 人口統計
| 调查年                | 人口  | 备注  | %±     |
| --------------------- | ----- | ----- | ------ |
| 1870                  | 1,087 |       | —      |
| 1880                  | 1,439 |       | 32.4%  |
| 1890                  | 1,583 |       | 10.0%  |
| 1900                  | 1,772 |       | 11.9%  |
| 1910                  | 3,438 |       | 94.0%  |
| 1920                  | 3,025 |       | −12.0% |
| 1930                  | 3,226 |       | 6.6%   |
| 1940                  | 3,393 |       | 5.2%   |
| 1950                  | 3,245 |       | −4.4%  |
| 1960                  | 3,552 |       | 9.5%   |
| 1970                  | 4,092 |       | 15.2%  |
| 1980                  | 4,641 |       | 13.4%  |
| 1990                  | 4,669 |       | 0.6%   |
| 2000                  | 4,567 |       | −2.2%  |
| 2010                  | 4,350 |       | −4.8%  |
| 2019年估计            | 4,249 | [ 4 ] | −2.3%  |
| U.S. Decennial Census |       |       |        |

### 2010年統計
2010年美國人口普查統計，共有4350人，1786戶擁房，1145個家庭居住在城市裏。人口密度為1,326.2名居民每平方英里（512.0名居民每平方）。2014戶平均密度為614.0每平方英里（237.1每平方）。構成為97.6%為白色人種，0.4%為非裔美國人，0.2%為美洲原住民，0.3%為亞裔美國人0.1%為太平洋島民，0.7%未知，0.8%為多種族混血，西班牙或拉丁人共佔人口1.4%。
中間年齡為39.2歲，24.9%小於18歲，8.3%為18歲與24之間，24.7%為25歲與44之間，25%在45到64歲之間，17.1%年齡大於65歲。性別構成為46.5%男性，53.5%為女性。

### 2000年統計
2000年美國人口普查統計，共有4,567人，1,884擁有房屋，及1235個家庭。人口密度為1345.6人每平方英里（520.2/km²）。2118戶平均密度為624.1每平方英里（241.2/km²）。構成為98.31%白色人種，0.28%非裔美國人，0.11%美洲原住民， 0.09%亞裔美國人，0.02%太平洋島民，0.13%其他，1.05%為多種族混血。西班牙人或拉丁人佔人口0.53%。

## 節日
每一年的九月當地都會有柿子節（Persimmon festival）

## 外部連結
- City website
- Celebrating Persimmons (mentions the Mitchell Persimmon Festival) （页面存档备份，存于）
- Mitchell News website （页面存档备份，存于）